# Carlos Rosel
Carlos Iván Rosel Bermont (Mérida, 31 agosto 1995) è un calciatore messicano, centrocampista svincolato.

## Carriera
Cresciuto nel settore giovanile dell'América, ha esordito in prima squadra il 15 febbraio 2015 disputando l'incontro di Liga MX vinto 5-0 contro il Jaguares.

## Statistiche

### Presenze e reti nei club
Statistiche aggiornate al 22 luglio 2021.
| Stagione        | Squadra         | Campionato      | Campionato | Campionato | Coppe nazionali | Coppe nazionali | Coppe nazionali | Coppe continentali | Coppe continentali | Coppe continentali | Altre coppe | Altre coppe | Altre coppe | Totale | Totale |
| Stagione        | Squadra         | Comp            | Pres       | Reti       | Comp            | Pres            | Reti            | Comp               | Pres               | Reti               | Comp        | Pres        | Reti        | Pres   | Reti   |
| --------------- | --------------- | --------------- | ---------- | ---------- | --------------- | --------------- | --------------- | ------------------ | ------------------ | ------------------ | ----------- | ----------- | ----------- | ------ | ------ |
| feb.-mar. 2015  | América         | LMX             | 2          | 0          | CM              | -               | -               |                    | -                  | -                  |             | -           | -           | 2      | 0      |
| 2015-gen. 2016  | América         | LMX             | 3          | 0          | CM              | 0               | 0               | CCL                | 1                  | 0                  |             | -           | -           | 4      | 0      |
| Totale América  | Totale América  | Totale América  | 5          | 0          |                 | 0               | 0               |                    | 1                  | 0                  |             | -           | -           | 6      | 0      |
| gen.-giu. 2016  | Atlante         | AMX             | 16         | 1          | CM              | 5               | 0               |                    | -                  | -                  |             | -           | -           | 21     | 1      |
| 2016-2017       | América         | LMX             | 8          | 0          | CM              | 5               | 1               |                    | -                  | -                  |             | -           | -           | 13     | 1      |
| 2017-gen. 2018  | América         | LMX             | 0          | 0          | CN              | 0               | 0               |                    | -                  | -                  |             | -           | -           | 0      | 0      |
| Totale América  | Totale América  | Totale América  | 8          | 0          |                 | 5               | 1               |                    | -                  | -                  |             | -           | -           | 13     | 1      |
| gen.-giu. 2018  | Oaxaca          | AMX             | 6          | 0          | CM              | 2               | 0               |                    | -                  | -                  |             | -           | -           | 8      | 0      |
| 2018-2019       | Oaxaca          | AMX             | 31         | 0          | CM              | 4               | 0               |                    | -                  | -                  |             | -           | -           | 35     | 0      |
| Totale Oaxaca   | Totale Oaxaca   | Totale Oaxaca   | 37         | 0          |                 | 6               | 0               |                    | -                  | -                  |             | -           | -           | 43     | 0      |
| 2019-2020       | Celaya          | AMX             | 22         | 1          | CM              | 1               | 0               |                    | -                  | -                  |             | -           | -           | 23     | 1      |
| 2020-2021       | Juárez          | LMX             | 12         | 0          |                 | -               | -               |                    | -                  | -                  |             | -           | -           | 12     | 0      |
| 2021-2022       | Juárez          | LMX             | 0          | 0          |                 | -               | -               |                    | -                  | -                  |             | -           | -           | 0      | 0      |
| Totale Juárez   | Totale Juárez   | Totale Juárez   | 12         | 0          |                 | -               | -               |                    | -                  | -                  |             | -           | -           | 12     | 0      |
| Totale carriera | Totale carriera | Totale carriera | 100        | 2          |                 | 17              | 1               |                    | 1                  | 0                  |             | -           | -           | 118    | 3      |

## Palmarès

### Club

#### Competizioni nazionali
- Campionato messicano: 1

América: Apertura 2014

#### Competizioni internazionali
- CONCACAF Champions League: 1

América: 2015-2016